# Harangozó Gyula (táncművész, 1908–1974)

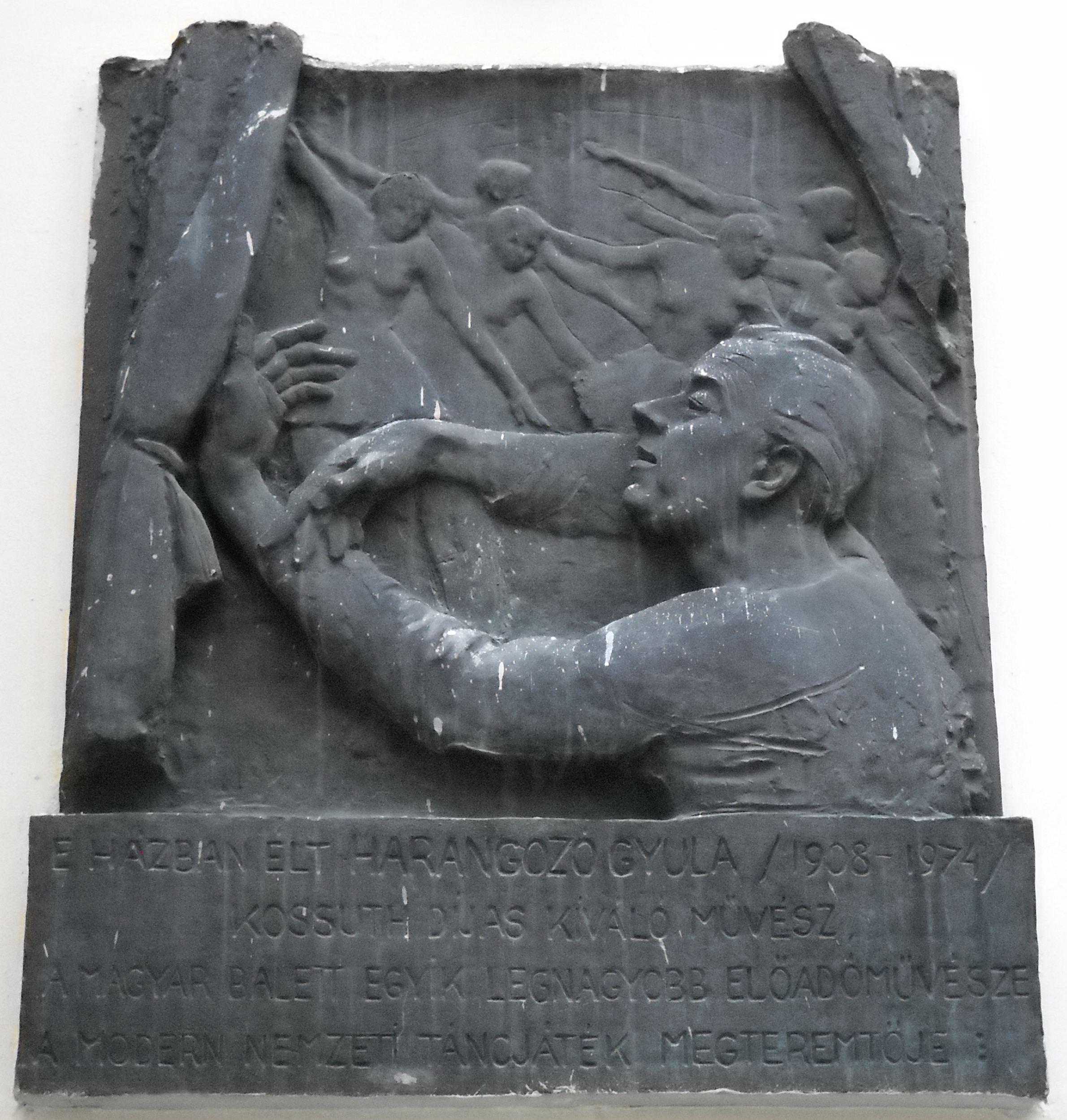
Harangozó Gyula emléktáblája egykori lakhelyén, a Liszt Ferenc tér 10. szám alatt

Harangozó Gyula (Budapest, 1908. április 19. – Budapest, 1974. október 30.) Kossuth-díjas magyar táncos, koreográfus és balettigazgató.

## Élete
Budapesten született Harangozó Gyula szabósegéd és Kemény Rozália gyermekeként. A huszadik századi magyar tánc egyik legjelentősebb művésze, táncos, koreográfus, balettigazgató volt. Autodidakta statisztaként dolgozott az Operaházban, amikor 1928-ban Albert Gaubiert felfigyelt rá, és szerepeltette A háromszögletű kalap című balettben. Ettől az évtől az Operaház magántáncosa lett. Koreográfusi tevékenységét 1936-ban kezdte a Csárdajelenet című egyfelvonásossal. 1950 és 1960 között az Operaház balettegyüttesének igazgatója volt. Legjelentősebb koreográfiái: A csodálatos mandarin (1945, 1956; az Öreg gavallér szerepét maga táncolta), Térzene (1948), Coppélia (1953; Coppélius szerepét maga táncolta), Seherezádé (1959).
Fia ifj. Harangozó Gyula balettművész, koreográfus. Állandó asszisztense, balettjei későbbi betanítója felesége, Hamala Irén (1921–1997) volt. Harangozó Gyula címmel 1965-ben portréfilmet készített róla a Magyar Televízió Banovich Tamás rendezésében.
Az emlékére létrehozott Harangozó Gyula-díjat évente március 15-én adják át. 2008. április 19-én és 20-án a Magyar Állami Operaház kétrészes emlékműsort rendezett a tiszteletére, amelyen A csodálatos mandarint, valamint az ifj. Johann Strauss zenéjére készített vidám és ironikus Térzenét mutatták be.

## Színpadi szerepei
- Aszafjev: Párizs lángjai – Gaspar
- Szabó Ferenc: Ludas Matyi – Döbrögi
- Kenessey Jenő: A keszkenő – kasznár
- Falla: A háromszögletű kalap – kormányzó
- Csajkovszkij: Diótörő – Droselmeyer
- Bartók Béla: A csodálatos mandarin – az öreg gavallér, Mandarin
- Milhaud: Francia saláta – Tartaglia
- Cieplinski: Az infánsnő születésnapja – törpe
- Cieplinski: A fából faragott királyfi – fabáb
- Térzene – mecénás
- Delibes: Coppélia – Coppélius

### Színpadi koreográfiái
- Csárdajelenet (1936)
- Poloveci táncok (1938)
- Francia saláta (1938)
- Rajter Lajos: Pozsonyi majális (1938)
- Csajkovszkij: Rómeó és Júlia (1939 és 1955)
- Bartók Béla: A csodálatos mandarin (1945 és 1956)
- Vörösmarty Mihály: Csongor és Tünde (1946)
- Térzene (1948)
- Kodály Zoltán: Czinka Panna (1948)
- Kacsóh Pongrác: János vitéz (1949)
- Molière: Gömböc úr (1950)
- Kenessey Jenő: A keszkenő (1951)
- Kadosa Pál: A huszti kaland (1951)
- Verdi: Aida (1952)
- Kodály Zoltán: Háry János (1952)
- Léo Delibes: Coppélia (1953)
- Csokonai Vitéz Mihály: Az özvegy Karnyóné és a két szeleburdiak (1953)
- Rimszkij-Korszakov–Muszorgszkij: Hovanscsina (1955)
- Bartók Béla: A fából faragott királyfi (1958 és 1961)
- Nicola Benois: Seherezádé (1959)
- Suchon: Örvény (1959)
- Manuel de Falla: A háromszögletű kalap (1959)
- Fazekas Mihály–Szabó Ferenc: Ludas Matyi (1960)
- Alekszandr Porfirjevics Borogyin: Igor herceg (1961)
- Darius Milhaud: Francia saláta (1962)
- Saint-Saëns: Sámson és Delila (1963)
- Franz Schubert: Három a kislány (1951 és 1966)
- Erkel Ferenc: Bánk bán (1969)

## Filmek
- Életre ítéltek! (1941)
- Egy tál lencse (1941)
- Dankó Pista (1941)
- Mágnás Miska (1949)
- Az életbe táncoltatott leány (1964)

## Díjai, elismerései
- Kiváló művész (1951)
- Kossuth-díj (1956)